# Tracy Lawrence
Tracy Lawrence (Atlanta, Texas, 27 de janeiro de 1968) é um cantautor  de  música country estadunidense.

## Discografia
- 1991 - Sticks And Stones
- 1993 - Alibis
- 1994 - I See It Now
- 1995 - Live
- 1996 - Anthology
- 1996 - Time Marches On
- 1997 - The Coast Is Clear
- 1998 - The Best of Tracy Lawrence
- 2000 - Lessons Learned
- 2002 - Trace Lawrence
- 2004 - Strong
- 2005 - Then & Now - The Hits Collection
- 2007 - For The Love